# Rork
Rork ist eine Comicfigur des deutschen Zeichners Andreas, die zunächst in Frankreich publiziert wurde.

## Handlung
Rork ist ein 300 Jahre alter, alterslos erscheinender Wanderer in paranormalen Welten. Er wurde in der Mystik ausgebildet und kümmert sich um Personen, die seine Hilfe benötigen.

## Veröffentlichung
Die ersten Kurzgeschichten erschienen ab 1978 in der Zeitschrift Tintin. Ab 1984 erfolgte die Albenausgaben bei Le Lombard. Zuletzt erschien 2012 Band 0 (Les fantômes). 2012/2013 erschienen zwei Sammelbände mit allen Werken.
In Deutschland erschienen die Kurzgeschichten ab 1986 in Schwermetall und Band 1 bis 4 beim Alpha-Comic Verlag. 2015 veröffentlichte Schreiber & Leser eine Gesamtausgabe in zwei Bänden.

## Alben
- 0: Geister (2012)
- 1: Fragmente (1984)
- 2: Passagen (1984)
- 3: Der Friedhof der Kathedralen (1988)
- 4: Sternenlicht (1988)
- 5: Capricorn (1990)
- 6: Abstieg (1992)
- 7: Rückkehr (1993)